# Eryngium koehneanum
Eryngium koehneanum är en flockblommig växtart som beskrevs av Ignatz Urban. Eryngium koehneanum ingår i släktet martornar, och familjen flockblommiga växter. Inga underarter finns listade i Catalogue of Life.